# Nicolas III de Mecklembourg
Nicolas III de Mecklembourg (né après 1230 - mort le 8/9 juin 1289/1290) est un coprince du Mecklembourg de 1271 à 1283.
Nicolas III est le fils de Jean Ier de Mecklembourg et de Luitgard de Henneberg (1210-1267), fille du comte Poppo VII de Henneberg. Il règne conjointement avec ses frères Albert Ier de Mecklembourg et Jean II de Mecklembourg, ce dernier étant  établi à Gadebusch. 
Nicolas III, prévôt de Schwerin, est nommé en 1266, chanoine de la cathédrale de Lübeck. En 1269 il est également prêtre à l'église Sainte-Marie de Wismar. Quand Henri Ier est capturé pendant son pèlerinage en Terre sainte, Nicolas III et son frère Jean II assument la régence au nom de ses fils en bas âge. Il est mentionné pour la dernière fois comme vivant dans un doculment daté du 2 avril 1289. Il meurt le  8/9 juin de 1289 ou 1290 et est inhumé dans l'église du monastère de Doberan.